# Щелкунчик (музыкальный конкурс)
«Щелку́нчик» — ежегодный международный телевизионный музыкальный конкурс среди юных музыкантов, проводимый телеканалом «Культура». Конкурс был учреждён в 2000 году и с тех пор проводится ежегодно. Конкурс проводится в нескольких категориях исполнения классической музыки:
- фортепиано;
- струнные инструменты;
- духовые и ударные инструменты.

К участию в конкурсе допускаются юные музыканты до 14 лет из любых стран. Жюри осуществляет предварительный отбор участников. Конкурс проходит в три тура. Все произведения исполняются по памяти, каждое — только один раз.
Победителям конкурса могут быть присуждены премии: «Золотой», «Серебряный», или «Бронзовый» Щелкунчики. Помимо этого победители получают ценные призы. Решение о награждении премиями выносится специальным жюри. В состав жюри входят признанные мастера классической музыки и преподаватели высших музыкальных заведений. Согласно регламенту конкурса в некоторых случаях премия может быть не присуждена никому.
По результатам конкурса определяется участник, представляющий страну на детском классическом конкурсе «Евровидение».
В 2009 году прошёл юбилейный X конкурс, а в 2019 — XX юбилейный конкурс.

## Факты и цифры
- Конкурс проводился 24 раза с 2000 года.
- Более 500 юных музыкантов из 83 городов России и из 23 стран мира приняли участие в конкурсе.
- На конкурс 2010 года поступило 156 заявок из 19 стран.
- За все время существования конкурса Гран-при получили 6 человек, 37 человека получили приз «Золотой Щелкунчик», 43 — «Серебряный» и 29 — «Бронзовый».
- Более 50 000 зрителей побывало на конкурсных прослушиваниях.
- Более 150 программ о конкурсе вышло в эфир телеканала «Россия-Культура», в том числе прямые трансляции и трансляции в Интернете.
- Финалисты конкурса играют в сопровождении всемирно знаменитых оркестров, в том числе Московского камерного оркестра Musica Viva, оркестра «Виртуозы Москвы», Государственного академического Большого Симфонического оркестра России им. Е. Светланова.
- Финалисты конкурса выходили на сцену вместе со знаменитыми дирижерами, среди которых Владимир Федосеев, Александр Рудин, Саулюс Сондецкис, Марк Горенштен, Сергей Стадлер.
- Выдающиеся исполнители, дирижеры, композиторы и преподаватели участвуют в конкурсе с момента его основания, в том числе Вера Горностаева, Александр Чайковский, Марк Пекарский, Иван Монигетти, Сергей Доренский, Игорь Бутман, Денис Шаповалов, Аркадий Шилклопер, Игнат Солженицын, Денис Мацуев, Сергей Накаряков, Екатерина Мечетина, Алена Баева, Светлана Безродная, Кирилл Кравцов, Захар Брон, Давид Герингас.

## Победители
Победители Международного конкурса юных музыкантов «Щелкунчик».

### 2023 год
Специальность «Струнные инструменты»:
1. Михаил Васильев (13 лет, виолончель, Россия, Санкт-Петербург) — «Золотой Щелкунчик»;
2. Василиса Соколова (12 лет, скрипка, Казахстан) — «Серебряный Щелкунчик»;
3. Александр Колесников (10 лет, скрипка, Россия, Москва) — «Бронзовый Щелкунчик».

Специальность «Духовые и ударные инструменты»:
1. Елизавета Гамарис, (11 лет, кларнет, Россия, Москва) — «Золотой Щелкунчик»;
2. Александр Буров (13 лет, ударные, Россия, Москва) — «Серебряный Щелкунчик»;
3. Алиса Чередникова, (14 лет, кларнет, Россия, Орел) — «Бронзовый Щелкунчик».

Специальность «Фортепиано»:
1. Дени Кохановский (13 лет, Россия, Москва) — «Золотой Щелкунчик»;
2. Анна Каракина (12 лет, Россия, Екатеринбург) — «Серебряный Щелкунчик»;
3. Владимир Рублев (12 лет, Россия, Сочи-Москва) — «Бронзовый Щелкунчик».

Специальный приз от Дома скрипки Scroll fine instruments — Стефания Мохначева, (10 лет, скрипка, Казахстан)
Приз зрительских симпатий по результатам sms-голосования — Анна Каракина, (12 лет, фортепиано Россия, Екатеринбург)

### 2022 год
Специальность «Струнные инструменты»:
1. Глеб Панов (12 лет, скрипка, Россия, Владимир) — «Золотой Щелкунчик»;
2. Ляна Улиханян (11 лет, виолончель, Армения) — «Серебряный Щелкунчик»;
3. Ева Плакун (11 лет, скрипка, Украина, Севастополь) — «Бронзовый Щелкунчик».

Специальность «Духовые и ударные инструменты»:
1. Елизавета Грунина, (14 лет, ударные, г. Москва) — «Золотой Щелкунчик»;
2. Элен Вирабян (12 лет, флейта, Россия-Армения) — «Серебряный Щелкунчик»;
3. Анна Генадьева, (14 лет, саксофон, Оренбург) — «Бронзовый Щелкунчик».

Специальность «Фортепиано»:
1. Даниил Абросимов (10 лет, Россия, Нижний Новгород) — «Золотой Щелкунчик»;
2. Михаил Пироженко (12 лет, Россия, Санкт-Петербург) — «Серебряный Щелкунчик»;
3. Андрей Гончаров (11 лет, Россия, Москва) — «Бронзовый Щелкунчик».

### 2021 год
Специальность «Струнные инструменты»:
1. София Деметриадес, скрипка (13 лет, Великобритания-Россия) — «Золотой Щелкунчик»;
2. Мариам Абузахра, скрипка (13 лет, Германия-Австрия) — «Серебряный Щелкунчик»;
3. Франц Людвиг Серафин Краггеруд, виолончель (8 лет, Норвегия) — «Бронзовый Щелкунчик».

Специальность «Духовые и ударные инструменты»:
1. Дмитрий Мелькумов, гобой (13 лет, Россия, Москва) — «Золотой Щелкунчик»;
2. Константин Синёв, саксофон (14 лет, Россия, Долгопрудный) — «Серебряный Щелкунчик»;
3. Семён Саломатников, труба (14 лет, Россия, Москва) — «Бронзовый Щелкунчик».

Специальность «Фортепиано»:
1. Райан Хуан (11 лет, США-Канада) — «Золотой Щелкунчик»;
2. Глеб Семёнов (13 лет, Россия, Москва) — «Серебряный Щелкунчик»;
3. Гийом Бенольель (8 лет, Франция) — «Бронзовый Щелкунчик».

Приз зрительских симпатий по результатам sms-голосования и Специальный приз от генерального партнера конкурса Yamaha Music — Глеб Семенов. Приз от Scroll Fine Instruments (скрипка, специально сделанную для конкурса по модели итальянского мастера XVIII века) — София Деметриадес.

### 2020 год
Специальность «Струнные инструменты»:
1. Илва Эйгус, скрипка (13 лет, Швейцария-Латвия) — «Золотой Щелкунчик»;
2. Стефания Поспехина, скрипка (13 лет, Россия, Москва) — «Серебряный Щелкунчик»;
3. Светлана Новикова, арфа (13 лет, Россия, Ижевск) — «Бронзовый Щелкунчик».

Специальность «Духовые и ударные инструменты»:
1. Андрей Зайцев, кларнет (10 лет, Россия, Долгопрудный) — «Золотой Щелкунчик»;
2. Варвара Котарыгина, флейта (12 лет, Россия, Москва) — «Серебряный Щелкунчик»;
3. Вера Когай, ударные (11 лет, Россия, Москва) — «Бронзовый Щелкунчик».

Специальность «Фортепиано»:
1. Роман Шер (10 лет, Россия, Москва) — «Золотой Щелкунчик»;
2. Нора Луббадова (11 лет, Чешская республика) — «Серебряный Щелкунчик»;
3. Иван Чепкин (12 лет, Россия, Москва) — «Бронзовый Щелкунчик».

Приз зрительских симпатий по результатам sms-голосования — Роман Шер.

### 2019 год
Специальность «Струнные инструменты»:
1. Химари Ёсимура (8 лет, Япония) — «Золотой Щелкунчик»;
2. Ричард Коллерт (11 лет, Чешская республика, Прага) — «Серебряный Щелкунчик»;
3. Полина Тхай (11 лет, Россия, Москва) — «Бронзовый Щелкунчик».

Специальность «Духовые и ударные инструменты»:
1. Александр Долгов (10 лет, Россия, Москва) — «Золотой Щелкунчик»;
2. Елена Криворотова (13 лет, Россия, Москва) — «Серебряный Щелкунчик»;
3. Иван Ильин (12 лет, Россия, Москва) — «Бронзовый Щелкунчик».

Специальность «Фортепиано»:
1. Райан Брэдшоу (13 лет, Словакия-Австралия) — «Золотой Щелкунчик»;
2. Анаит Стельмашова (13 лет, Грузия) — «Серебряный Щелкунчик»;
3. Цзыюй Шао (9 лет, Китай-Россия) — «Бронзовый Щелкунчик».

Приз зрительских симпатий по результатам sms-голосования — Иван Ильин.

### 2018 год
Специальность «Струнные инструменты»:
1. Нацухо Мурата (11 лет, Япония) — «Золотой Щелкунчик»;
2. Данила Бессонов (13 лет, Россия, Москва) — «Серебряный Щелкунчик»;
3. Сакура Тоба (13 лет, Япония) — «Бронзовый Щелкунчик».

Специальность «Духовые и ударные инструменты»:
1. Иван Пятков (13 лет, Россия, с. Михайловка, Новосибирская обл.) — «Золотой Щелкунчик»;
2. София Мехоношина (14 лет, Россия, Иркутск-Москва) — «Серебряный Щелкунчик»;
3. Александр Рублёв (13 лет, Россия, Москва) — «Бронзовый Щелкунчик».

Специальность «Фортепиано»:
1. Ивайло Василев (11 лет, Болгария, София) — «Золотой Щелкунчик»;
2. Иван Качкин (13 лет, Россия, Санкт-Петербург) — «Серебряный Щелкунчик»;
3. Николай Бирюков (10 лет, Россия, Москва) — «Бронзовый Щелкунчик».

Приз зрительских симпатий по результатам sms-голосования — Николай Бирюков.

### 2017 год
Специальность «Струнные инструменты»:
1. Палома Со (12 лет, Китай-Великобритания) — «Золотой Щелкунчик»;
2. Даря Румянцева (13 лет, Россия, Балашиха) — «Серебряный Щелкунчик»;
3. Мари-Од Мелли (13 лет, Япония-Франция) — «Бронзовый Щелкунчик».

Специальность «Духовые и ударные инструменты»:
1. Дмитрий Пинчук (12 лет, Россия, Москва) — «Золотой Щелкунчик»;
2. Мария Павленко (13 лет, Россия, Красногорск) — «Серебряный Щелкунчик»;
3. Варвара Петрова (13 лет, Россия, Москва) — «Бронзовый Щелкунчик».

Специальность «Фортепиано»:
1. Александра Довгань (10 лет, Россия, Москва) — «Золотой Щелкунчик»;
2. Ева Геворгян (13 лет, Россия, Москва) — «Серебряный Щелкунчик»;
3. Артём Копылов (13 лет, Канада) — «Бронзовый Щелкунчик».

Приз зрительских симпатий по результатам sms-голосования — Александра Довгань.

### 2016 год
Специальность «Струнные инструменты»:
1. Софи Лейфер (11 лет, Швеция-Испания) — «Золотой Щелкунчик»;
2. Тео Гертлер (8 лет, Словакия) — «Серебряный Щелкунчик»;
3. Матвей Блюмин (12 лет, Россия, Севастополь) — «Бронзовый Щелкунчик».

Специальность «Духовые и ударные инструменты»:
1. Софья Тюрина (9 лет, Россия, Балоково) — «Золотой Щелкунчик»;
2. София Матвиенко (14 лет, Украина) — «Серебряный Щелкунчик»;
3. Антон Кобозев (12 лет, Россия, Москва) — «Бронзовый Щелкунчик».

Специальность «Фортепиано»:
1. Сергей Давыдченко (12 лет, Россия, станица Александрийская) — «Золотой Щелкунчик»;
2. Ольга Иваненко (11 лет, Россия, Москва) — «Серебряный Щелкунчик»;
3. Александр Короваевич (13 лет, Россия, Москва) — «Бронзовый Щелкунчик».

Приз зрительских симпатий по результатам sms-голосования — Сергей Давыдченко.

### 2015 год
Специальность «Струнные инструменты»:
1. Лея Чжу (9 лет, Великобритания, Ньюкасл-апон-Тайн) — «Золотой Щелкунчик»;
2. Юджин Каваи (12 лет, Япония, Токио) — «Серебряный Щелкунчик»;
3. Эдуард Коллерт (13 лет, Чешская республика, Прага) — «Бронзовый Щелкунчик».

Специальность «Духовые и ударные инструменты»:
1. Тимофей Яхнов (11 лет, Россия, пос. Парголово) — «Золотой Щелкунчик»;
2. Андрей Рязанцев (13 лет, Россия, Москва) — «Серебряный Щелкунчик»;
3. Михаил Петухов (12 лет, Россия, Москва) — «Бронзовый Щелкунчик».

Специальность «Фортепиано»:
1. Максим Ландо (13 лет, США, Грейт-Нек) — «Золотой Щелкунчик»;
2. Варвара Кутузова (12 лет, Россия, Москва) — «Серебряный Щелкунчик»;
3. Николай Варламов (12 лет, Россия, Москва) — «Бронзовый Щелкунчик».

Приз зрительских симпатий по результатам sms-голосования — Варвара Кутузова.

### 2014 год
Струнные инструменты:
1. I премия, «Золотой Щелкунчик» — Георгий Ибатулин (Воронеж);
2. II премия, «Серебряный Щелкунчик» — Мария Зайцева (Москва);
3. III премия, «Бронзовый Щелкунчик» — Маргарита Гладышева (Барнаул).

Духовые и ударные инструменты:
1. I премия, «Золотой Щелкунчик» — Гиорги Джишкариани (Шуя);
2. II премия, «Серебряный Щелкунчик» — Вероника Виноградова (Новосибирск);
3. III премия, «Бронзовый Щелкунчик» — Даниел Мелконян (Ереван).

Фортепиано:
1. I премия, «Золотой Щелкунчик» — Владислав Хандогий (Минск);
2. II премия, «Серебряный Щелкунчик» — Павел Мнацаканов (Королев);
3. III премия, «Бронзовый Щелкунчик» — Екатерина Грабова (Москва).

Приз зрительских симпатий по результатам sms-голосования — Владислав Хандогий.

### 2013 год
Струнные инструменты:
1. I премия, «Золотой Щелкунчик» — Сенатулова Полина[3]
2. II премия, «Серебряный Щелкунчик» — Бэль Тинг (Канада);
3. III премия, «Бронзовый Щелкунчик» — Мария Зайцева (Москва).

Духовые и ударные инструменты:
1. I премия, «Золотой Щелкунчик» — Георгий Абросов (Одинцово);
2. II премия, «Серебряный Щелкунчик» — Артём Коровин (Орёл);
3. III премия, «Бронзовый Щелкунчик» — Мария Филиппова (Нижний Новгород).

Фортепиано:
1. I премия, «Золотой Щелкунчик» — Давит Харикули (Грузия);
2. II премия, «Серебряный Щелкунчик» — Сио Окуи (Япония);
3. III премия, «Бронзовый Щелкунчик» — Ма Син А (Республика Корея).

Приз зрительских симпатий по результатам sms-голосования — Сио Окуи.

### 2012 год
Струнные инструменты:
1. I премия, «Золотой Щелкунчик» — Мария Артеева (Воронеж);
2. II премия, «Серебряный Щелкунчик» — Диана Адамян (Ереван);
3. III премия, «Бронзовый Щелкунчик» — Мария Зимина (Санкт-Петербург).

Духовые и ударные инструменты:
1. I премия, «Золотой Щелкунчик» — Эрик Мирзоян (Москва);
2. II премия, «Серебряный Щелкунчик» — Вячеслав Кузнецов (Москва);
3. III премия, «Бронзовый Щелкунчик» — Ульяна Живицкая (Москва).

Фортепиано:
1. I премия, «Золотой Щелкунчик» — Александр Доронин (Ярославль);
2. II премия, «Серебряный Щелкунчик» — Арсений Шульгин (Москва);
3. III премия, «Бронзовый Щелкунчик» — Марк Ваза (Москва).

Приз зрительских симпатий по результатам sms-голосования — Александр Доронин.

### 2011 год
Струнные инструменты:
1. I премия, «Золотой Щелкунчик» — Даниэль Лозакович (Стокгольм);
2. II премия, «Серебряный Щелкунчик» — Мария Голованова (Москва-Армавир);
3. III премия, «Бронзовый Щелкунчик» — Татьяна Крячкова (Барнаул).

Духовые и ударные инструменты:
1. I премия, «Золотой Щелкунчик» — Мария Урыбина (Иркутск);
2. II премия, «Серебряный Щелкунчик» — Валентин Ковалёв (Барнаул);
3. III премия, «Бронзовый Щелкунчик» — Дмитрий Кучма (Братск).

Фортепиано:
1. I премия, «Золотой Щелкунчик» — Эмил Бояджиев (Болгария);
2. II премия, «Серебряный Щелкунчик» — Анастасия Максюта (Сургут);
3. III премия, «Бронзовый Щелкунчик» — Арсений Мун (Санкт-Петербург).

Приз зрительских симпатий по результатам sms-голосования — Арсений Мун.

### 2010 год
Струнные инструменты:
1. I премия, «Золотой Щелкунчик» — Лизи Рамишвили (Тбилиси);
2. II премия, «Серебряный Щелкунчик» — Александр Шапчиц (Москва);
3. III премия, «Бронзовый Щелкунчик» — Михаил Дормидонтов (Серпухов).

Духовые и ударные инструменты:
1. I премия, «Золотой Щелкунчик» — Матвей Шерлинг (Москва);
2. II премия, «Серебряный Щелкунчик» — Максим Савран (Чебоксары);
3. III премия, «Бронзовый Щелкунчик» — Вилхелм Патрик Скабардис (Рига).

Фортепиано:
1. I премия, «Золотой Щелкунчик» — Даниил Харитонов (Москва);
2. II премия, «Серебряный Щелкунчик» — Никита Коровин (Сургут);
3. III премия, «Бронзовый Щелкунчик» — Алина Жилина (Барнаул).

Приз зрительских симпатий по результатам sms-голосования — Никита Коровин.

### 2009 год
Струнные инструменты:
1. I премия, «Золотой Щелкунчик» — Искандеор Ханнанов (Уфа, Россия) и Жирар Грегуар (Франция);
2. II премия, «Серебряный Щелкунчик» — Татьяна Крячкова (Барнаул, Россия);
3. III премия, «Бронзовый Щелкунчик» — не присуждался.

Духовые и ударные инструменты:
1. I премия, «Золотой Щелкунчик» — не присуждался;
2. II премия, «Серебряный Щелкунчик» — Валентин Кочетков (Москва, Россия) и Денис Кокорин (Братск, Россия);
3. III премия, «Бронзовый Щелкунчик» — Арсений Цой (Саратов, Россия).

Фортепиано:
1. I премия, «Золотой Щелкунчик» — Василий Сальников (Москва, Россия);
2. II премия, «Серебряный Щелкунчик» — Максимилиан Карл Кромер (Австрия);
3. III премия, «Бронзовый Щелкунчик» — Грегори Мартин (США).

Специальный приз конкурса «Юный музыкант телеканала „Культура“ 2009 года» получил Искандеор Ханнанов, приз детского жюри получил Денис Кокорин, приз зрительских симпатий получил Василий Сальников.

### 2008 год
Струнные инструменты:
1. I премия, «Золотой Щелкунчик» — не присуждался;
2. II премия, «Серебряный Щелкунчик» — Кристина Торощина (Красногорск, Россия) и Всеволод Гузов (Москва, Россия);
3. III премия, «Бронзовый Щелкунчик» — Флора Олас (Сегед, Венгрия).

Духовые и ударные инструменты:
1. I премия, «Золотой Щелкунчик» — Ксения Арсенова (Москва, Россия) и Николай Конаков (Тюмень, Россия);
2. II премия, «Серебряный Щелкунчик» — не присуждался;
3. III премия, «Бронзовый Щелкунчик» — Екатерина Поротникова (Иваново, Россия).

Фортепиано:
1. I премия, «Золотой Щелкунчик» — Алим Бейсембаев (Алматы, Казахстан);
2. II премия, «Серебряный Щелкунчик» — Волобуев Никита (Новосибирск, Россия);
3. III премия, «Бронзовый Щелкунчик» — Е Ин Квак (Южная Корея).[8]

### 2007 год
Гран-при конкурса получил Даниил Беликов (ударные, Нижний Новгород, Россия).
Струнные инструменты:
1. I премия, «Золотой Щелкунчик» — Анастасия Кобекина (Москва, Россия);
2. II премия, «Серебряный Щелкунчик» — Августа Литерова (Копейск, Россия);
3. III премия, «Бронзовый Щелкунчик» — Наина Кобзарева (Ростов-на-Дону, Россия).

Духовые и ударные инструменты:
1. I премия, «Золотой Щелкунчик» — Даниил Беликов (Нижний Новгород, Россия);
2. II премия, «Серебряный Щелкунчик» — Андрей Байбаков (Калуга, Россия) и Константин Ярославский (Барнаул, Россия);
3. III премия, «Бронзовый Щелкунчик» — не присуждался.

Фортепиано:
1. I премия, «Золотой Щелкунчик» — не присуждался;
2. II премия, «Серебряный Щелкунчик» — Юлия Ванюшина (Москва, Россия) и Саломе Жордания (Тбилиси, Грузия);
3. III премия, «Бронзовый Щелкунчик» — Всеволод Бригида (Москва, Россия).[9]

### 2006 год
Гран-при конкурса получила Александра Ли (скрипка, Москва, Россия).
Струнные инструменты:
1. I премия, «Золотой Щелкунчик» — Александра Ли (Москва, Россия);
2. II премия, «Серебряный Щелкунчик» — Эммануель Чкнаворян (Ереван, Армения);
3. III премия, «Бронзовый Щелкунчик» — Василий Соловей (Москва, Россия).

Духовые и ударные инструменты:
1. I премия, «Золотой Щелкунчик» — Леонид Валуйсков (Санкт-Петербург, Россия);
2. II премия, «Серебряный Щелкунчик» — Артём Науменко (Москва, Россия);
3. III премия, «Бронзовый Щелкунчик» — Василий Соловей (Москва, Россия).

Фортепиано:
1. I премия, «Золотой Щелкунчик» — Канон Мацуда (Такамацу, Япония);
2. II премия, «Серебряный Щелкунчик» — Надя Киселёва (Керчь, Украина/Россия);
3. III премия, «Бронзовый Щелкунчик» — Э Ин Юн (Корея).[10]

### 2005 год
Струнные инструменты:
1. I премия, «Золотой Щелкунчик» — не присуждался;
2. II премия, «Серебряный Щелкунчик» — Роман Филипов (Пермь, Россия);
3. III премия, «Бронзовый Щелкунчик» — Мадина Адамова, (Павлодар, Казахстан) и Валерия Сидоренко, (Уфа, Россия).

Духовые и ударные инструменты:
1. I премия, «Золотой Щелкунчик» — Нарек Арутюнян (Москва, Россия);
2. II премия, «Серебряный Щелкунчик» — Юлиана Падалко (Братск, Россия);
3. III премия, «Бронзовый Щелкунчик» — Константин Ярославский, (Барнаул, Россия).

Фортепиано:
1. I премия, «Золотой Щелкунчик» — Дмитрий Майборода (Москва, Россия) и Эльнора Махмудова (Волгоград, Россия);
2. II премия, «Серебряный Щелкунчик» — не присуждался;
3. III премия, «Бронзовый Щелкунчик» — Сергей Белявский (Москва, Россия).[11]

### 2004 год
Струнные инструменты:
1. I премия, «Золотой Щелкунчик» — Ольга Волкова (Мытищи, Россия);
2. II премия «Серебряный Щелкунчик» — Иван Каризна (Минск, Беларусь);
3. III премия, «Бронзовый Щелкунчик» — Маргарита Белоусова (Москва, Россия).

Духовые и ударные инструменты:
1. I премия, «Золотой Щелкунчик» — Тимур Нардинов (Чебоксары, Россия);
2. II премия, «Серебряный Щелкунчик» — Станислав Токарев (Москва, Россия) и Гунтарс Фрейбергс (Валка, Латвия);
3. III премия, «Бронзовый Щелкунчик» — не присуждался.

Фортепиано:
1. I премия, «Золотой Щелкунчик» — Дмитрий Шишкин (Москва, Россия);
2. II премия, «Серебряный Щелкунчик» — Анастасия Бессонова (Курган, Россия);
3. III премия, «Бронзовый Щелкунчик» — Юлия Ванюшина (Москва, Россия).

Гран-при «Щелкунчик — 2004» — не присуждался.

### 2003 год
Гран-при «Щелкунчик-2003» — Даниил Трифонов.
Струнные инструменты:
1. I премия, «Золотой Щелкунчик» — не присуждался;
2. II премия, «Серебряный Щелкунчик» — Арслан Сайфи (Казань, Россия);
3. III премия, «Бронзовый Щелкунчик» — Глеб Ласкин (Воронеж, Россия), Анастасия Судзиловская (Москва, Россия) и Пётр Чонкуршев (Санкт-Петербург, Россия).

Духовые и ударные инструменты:
1. I премия, «Золотой Щелкунчик» — Иван Кобыльский (Москва, Россия);
2. II премия, «Серебряный Щелкунчик» — Степан Федосеев (Москва, Россия);
3. III премия, «Бронзовый Щелкунчик» — Александра Никитина (Москва, Россия).

Фортепиано:
1. I премия, «Золотой Щелкунчик» — Анна Денисова (Москва, Россия);
2. II премия, «Серебряный Щелкунчик» — не присуждался;
3. III премия, «Бронзовый Щелкунчик» — Константин Тышко (Киев, Украина).[13]

### 2002 год
Гран-при «Щелкунчик-2002» — Олег Воробьёв.
Струнные инструменты:
1. I премия, «Золотой Щелкунчик» — Александра Перлова (Москва, Россия);
2. II премия, «Серебряный Щелкунчик» — Гектор Шемель (Лион, Франция);
3. III премия, «Бронзовый Щелкунчик» — Владимир Аркатов (Воронеж, Россия).

Духовые и ударные инструменты:
1. I премия, «Золотой Щелкунчик» — Эмиль Милославский (Москва, Россия);
2. II премия, «Серебряный Щелкунчик» — Андрей Чолокян (Москва, Россия);
3. III премия, «Бронзовый Щелкунчик» — не присуждался.

Фортепиано:
1. I премия, «Золотой Щелкунчик» — Лариса Колотова (Екатеринбург, Россия);
2. II премия, «Серебряный Щелкунчик» — Дмитрий Киселёв (Петрозаводск, Россия);
3. III премия, «Бронзовый Щелкунчик» — Иван Шмелёв (Северодвинск, Россия).[14]

### 2001 год
Гран-при «Щелкунчик-2001» — Александр Ветух.
Струнные инструменты:
1. I премия, «Золотой Щелкунчик» — Евгения Фетисова (Екатеринбург, Россия);
2. II премия, «Серебряный Щелкунчик» — Артём Наумов (Москва, Россия);
3. III премия, «Бронзовый Щелкунчик» — Анна Морозова (Москва, Россия).

Духовые и ударные инструменты:
1. I премия, «Золотой Щелкунчик» — Владимир Вяткин (Москва, Россия), Александр Ветух (Москва, Россия);
2. II премия, «Серебряный щелкунчик» — Михаил Меринг (Москва, Россия);
3. III премия, «Бронзовый Щелкунчик» — не присуждался.

Фортепиано:
1. I премия, «Золотой Щелкунчик» — Вячеслав Ронжин (Пермь, Россия);
2. II премия, «Серебряный Щелкунчик» — Ирина Чистякова (Москва, Россия);
3. III премия, «Бронзовый Щелкунчик» — Ю Мо Се (Южная Корея).[15]

### 2000 год
Гран-при «Щелкунчик-2000» — Ростислав Шараевский.
Струнные инструменты:
1. I премия, «Золотой Щелкунчик» — не присуждался;
2. II премия, «Серебряный Щелкунчик» — Сара Ким (Южная Корея) и Сергей Пудалов (Химки, Россия);
3. III премия, «Бронзовый Щелкунчик» — Вера Фёдорова (Москва, Россия).

Духовые и ударные инструменты:
1. I премия, «Золотой Щелкунчик» — Ростислав Шараевский (Москва, Россия) и Алексей Михайленко (Москва, Россия);
2. II премия, «Серебряный Щелкунчик» — не присуждался;
3. III премия, «Бронзовый Щелкунчик» — Александр Ветух (Москва, Россия).

Фортепиано:
1. I премия, «Золотой Щелкунчик» — Владимир Румянцев (Москва, Россия);
2. II премия, «Серебряный Щелкунчик» — Диана Мартиросян (Москва, Россия) и Александр Кудрявцев (Москва, Россия);
3. III премия, «Бронзовый щелкунчик» — не присуждался.[16]

## Цитаты
Александр Чайковский: «Детей надо судить, как и взрослых, но всем без исключения нужно дать обязательно какой-то подарок, ведь путь к финалу — это настоящий подвиг и для родителей, и для педагогов, и для самих конкурсантов».